# Sítio Novo do Tocantins
Sítio Novo do Tocantins is een gemeente in de Braziliaanse deelstaat Tocantins. De gemeente telt 9.568 inwoners (schatting 2009).